# Kypello Ellados 1959-1960
La Coppa di Grecia 1959-1960 è stata la 18ª edizione del torneo. La competizione è terminata l'11 settembre 1960. L'Olympiacos ha vinto il trofeo per la nona volta, battendo in finale il Panathīnaïkos.

## Quarti di finale
| Squadra 1     | Risultato   | Squadra 2           |
| ------------- | ----------- | ------------------- |
| Olympiacos    | 4 – 0       | Olympiakos Chalkida |
| Panathīnaïkos | 4 – 0       | Nikī Volo           |
| Panaigialeios | 2 – 0       | Arīs Salonicco      |
| Proodeftikī   | 2 – 2 (dts) | Pankorinthiakos     |

Rigiocata
| Squadra 1   | Risultato | Squadra 2       |
| ----------- | --------- | --------------- |
| Proodeftikī | 5 – 0     | Pankorinthiakos |

## Semifinali
| Squadra 1     | Risultato   | Squadra 2     |
| ------------- | ----------- | ------------- |
| Olympiacos    | 0 – 1       | Panaigialeios |
| Panathīnaïkos | 1 – 1 (dts) | Proodeftikī   |

Rigiocata
| Squadra 1     | Risultato   | Squadra 2   |
| ------------- | ----------- | ----------- |
| Panathīnaïkos | 3 – 3 (dts) | Proodeftikī |

## Finale

### Prima finale
| Arbitro: | Lopez Perez ( Spagna) |

|                   |           |           |
| Papaemmanouil 17’ | Marcatori | 50’ Bebis |

### Finale ripetuta
| Arbitro: | Lopez Perez ( Spagna) |

|                                               |           |  |
| Polychroniou 25’ Polychroniou 35’ Sideris 82’ | Marcatori |  |